# 大衛·卡拿比亞
达维德·卡拉布里亚（義大利語：Davide Calabria；1996年12月6日—）是一位意大利職業足球运动员，場上司职后卫。雖然他的位置大多是右後衛，但也可以出任左後衛。現效力於希臘足球超級聯賽球隊彭拿典奈高斯，前米兰的第一队长。卡拿比亞出自於米蘭青訓營，曾是意大利國家足球隊成員。

## 俱乐部生涯
卡拉布里亚自2006年起为米兰青年队效力，2015年1月首次进入一线队大名单，并于是年5月30日对阵亚特兰大的比赛中，替补德西利奥上场完成了首秀。
从2017年开始，卡拉布里亚逐渐站稳主力位置。
20-21赛季，他的抢断数据排名意甲第一，帮助球队拿到意甲亚军，时隔7年重返欧洲冠军联赛。
21-22赛季，欧冠小组赛客场对阵利物浦的比赛中，他首次成为场上队长。由于第一队长罗马尼奥利的首发位置被进步迅速的新援卡卢卢取代，卡拉布里亚在该赛季大部分比赛作为队长出场，帮助米兰收获阔别11年的意甲冠军。
2025年2月3日，卡拉布里亞確認以租借形式簽約意甲球隊博洛尼亚，直至2024-25賽季結束。
2024年5月14日，卡拉布里亞對陣他的前東家AC米蘭在羅馬奧林匹克體育場舉行的決賽中隨博洛尼亞隊奪得了他的第一個意大利盃冠軍。卡拉布里亞在足球場上用行動向將他解僱的米蘭教練進行了報復。對波隆那來說，這是一場歷史性的勝利，因為這距離他們上一次奪得義大利盃冠軍是在1974年，時隔51年再次奪冠。

## 国际职业生涯
卡拉布里亚于2015年10月13日在对阵爱尔兰共和国的预选赛中首次为意大利U21国家队出场。
他于2020年11月11日在佛罗伦萨对阵爱沙尼亚的友谊赛中首次为意大利国家队出场，当时由罗伯托·曼奇尼执教，他在比赛第80分钟替补登场，帮助球队以4-0获胜。

## 荣誉

### 球會
AC米蘭
- 意大利足球甲级联赛冠軍：2021-22

 博洛尼亞
- 義大利盃冠軍：2024–25[10]